# 长坝镇 (重庆市)
长坝镇，是中华人民共和国重庆市武隆区下辖的一个乡镇级行政单位。

## 行政区划
长坝镇下辖以下地区：
长坝社区、红光村、鹅冠村、大元村、何家堡村、简村、胜利村、茶园村、前进村和民主村。